# Prawo Coulomba

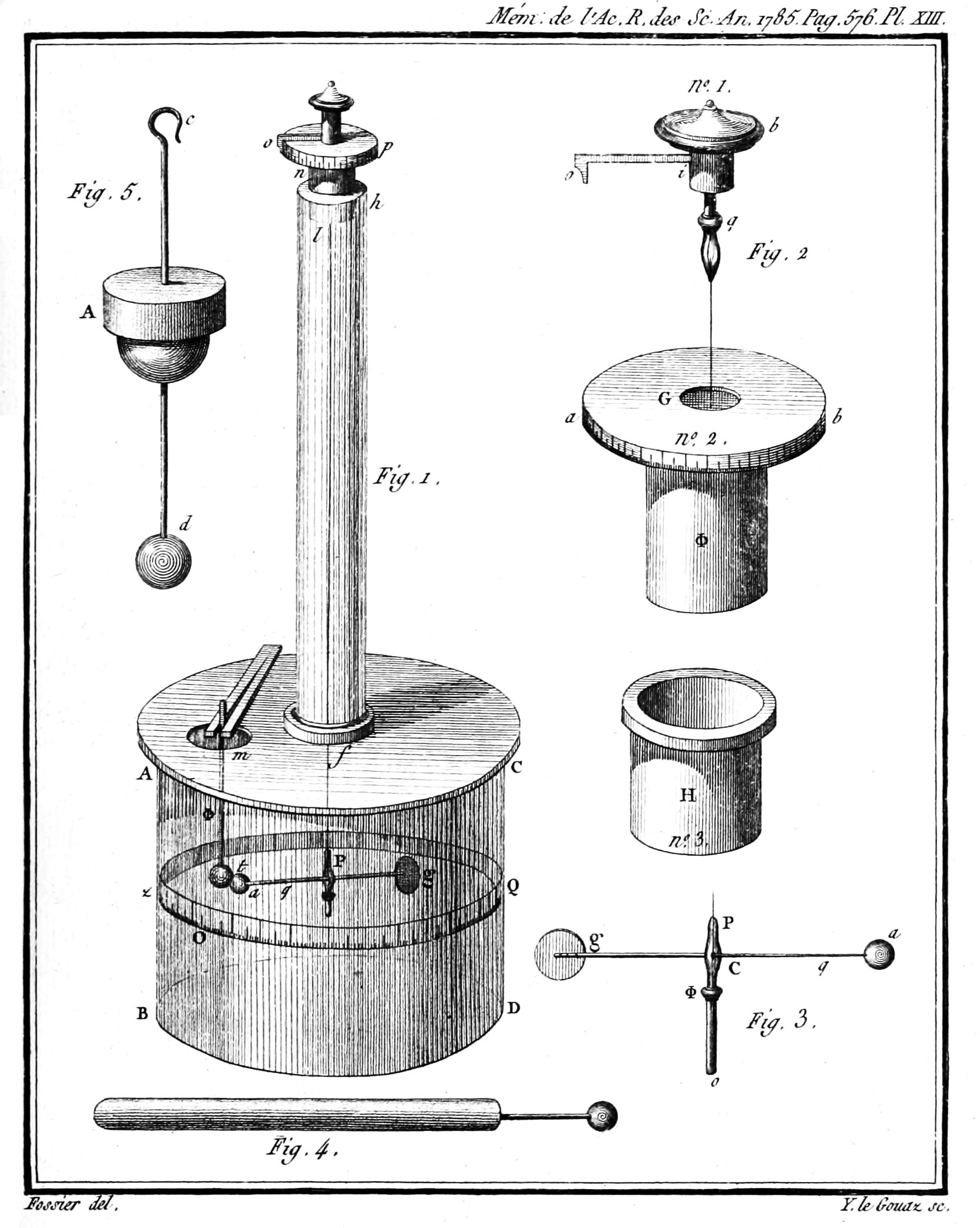
Waga skręceń Coulomba

Prawo Coulomba – prawo fizyki, opisujące siłę oddziaływania elektrostatycznego ładunków elektrycznych. Zostało opublikowane w 1785 przez francuskiego fizyka Charles’a Coulomba.
Prawo Coulomba mówi, że siła wzajemnego oddziaływania dwóch punktowych ładunków elektrycznych jest wprost proporcjonalna do iloczynu tych ładunków i odwrotnie proporcjonalna do kwadratu odległości między nimi.
Siła oddziaływania ładunków jest siłą centralną i zachowawczą.

## Historia
- W latach 1745–1756 badania siły oddziaływania między okładkami naładowanej butelki lejdejskiej prowadził gdańszczanin Daniel Gralath[2]. Nie sformułował on systematycznych zależności ilościowych.
- W 1767 Joseph Priestley w książce The History and Present State of Electricity zauważył, że siły elektryczne są podobne do sił grawitacji[3], ale nie rozwinął tego tematu.
- Prawdopodobnie pierwszym badaczem, który ilościowo określił siły oddziaływania między ładunkami, był Henry Cavendish, który w 1771 i 1776 napisał na temat zjawisk elektrycznych duże artykuły dla brytyjskiego Royal Society[4][5]. Prace te nie znalazły szerszego oddźwięku.
- W 1785 Charles Coulomb opisał cykl prac, w których posługując się skonstruowaną przez siebie precyzyjną wagą skręceń, określił siły działające pomiędzy ładunkami elektrycznymi.

## Sformułowanie prawa

### Wartość siły oddziaływań
Wartość siły {\displaystyle {\vec {F}}} oddziaływania dwóch ciał punktowych (lub ciał kulistych równomiernie naładowanych) jest wprost proporcjonalna do wielkości ładunków {\displaystyle q_{1}} i {\displaystyle q_{2}} tych ciał, a odwrotnie proporcjonalna do kwadratu odległości {\displaystyle r} między nimi. Wartość siły dana jest wzorem:
{\displaystyle F=k{\frac {|q_{1}q_{2}|}{r^{2}}}={\frac {|q_{1}q_{2}|}{4\pi \varepsilon _{r}\varepsilon _{0}r^{2}}},}
gdzie:
{\displaystyle k=8{,}9875\cdot 10^{9}\ \mathrm {N{\cdot }m^{2}{\cdot }C^{-2}} } – stała oddziaływań ładunków elektrycznych w próżni; w ogólnym przypadku w układzie SI stała wyraża się wzorem:
{\displaystyle k={\frac {1}{4\pi \varepsilon }}={\frac {1}{4\pi \varepsilon _{r}\varepsilon _{0}}},}
gdzie:
{\displaystyle \varepsilon } – przenikalność elektryczna ośrodka,
{\displaystyle \varepsilon _{r}} – względna przenikalność elektryczna ośrodka,
{\displaystyle \varepsilon _{0}} – przenikalność elektryczna próżni.

### Kierunek i zwrot siły oddziaływań

Wektory sił oddziaływania dwóch ładunków jednoimiennych

Kierunek działania siły oddziaływania ładunków wyznacza prosta przechodząca przez oba te ładunki, natomiast zwrot określają znaki ładunków, tak że:
- ładunki jednoimienne odpychają się,
- ładunki różnoimienne przyciągają się.

### Wektor siły oddziaływań
Wektor siły, z jaką ciało naładowane {\displaystyle \mathrm {A} } działa na ciało {\displaystyle \mathrm {B} ,} można przedstawić wzorem:
{\displaystyle {\vec {F}}_{\mathrm {BA} }=k\cdot q_{\mathrm {A} }\cdot q_{\mathrm {B} }\cdot {\frac {{\vec {r}}_{\mathrm {AB} }}{{r}_{\mathrm {AB} }^{3}}},}
gdzie poszczególne wielkości pokazane są na rysunku. Jeżeli {\displaystyle {\vec {r}}_{\mathrm {A} }} i {\displaystyle {\vec {r}}_{\mathrm {B} }} są wektorami wodzącymi odpowiednio ładunków {\displaystyle q_{\mathrm {A} }} i {\displaystyle q_{\mathrm {B} },} wtedy {\displaystyle {\vec {r}}_{\mathrm {AB} }={\vec {r}}_{\mathrm {B} }-{\vec {r}}_{\mathrm {A} },} a prawo Coulomba wyraża wzór:
{\displaystyle {\vec {F}}_{\mathrm {BA} }=k\cdot q_{\mathrm {A} }\cdot q_{\mathrm {B} }\cdot {\frac {{\vec {r}}_{\mathrm {B} }-{\vec {r}}_{\mathrm {A} }}{|{\vec {r}}_{\mathrm {B} }-{\vec {r}}_{\mathrm {A} }|^{3}}}.}

### Potwierdzenie doświadczalne prawa Coulomba
Prawo Coulomba zostało sformułowane jako prawo doświadczalne, a wielkość wykładnika przy {\displaystyle r} w mianowniku równa 2 ma zasadnicze znaczenie. Jedynie przy jego wielkości równej dokładnie 2 strumień natężenia pola elektrycznego dla dowolnej powierzchni obejmującej dany ładunek nie zależy od wyboru powierzchni, co umożliwia sformułowanie prawa Gaussa dla pola elektrycznego. Według aktualnych danych doświadczalnych wykładnik jest równy 2 z dokładnością co najmniej (2,7±3,1)⋅10−16.

## Prawo Coulomba dla układu ładunków
Przyjmując niezależność oddziaływań jednych ładunków od innych oddziaływań (zasada superpozycji), siła, z jaką układ {\displaystyle N} ładunków punktowych {\displaystyle q_{i},} działa na ładunek punktowy {\displaystyle q} znajdujący się w położeniu {\displaystyle {\vec {r}}{:}}
{\displaystyle {\vec {F}}({\vec {r}})=k\cdot q\cdot \sum _{i=1}^{N}{\frac {q_{i}({\vec {r}}-{\vec {r}}_{i})}{|{\vec {r}}-{\vec {r}}_{i}|^{3}}},}
gdzie {\displaystyle {\vec {r}}_{i}} to położenie ładunku {\displaystyle q_{i}.}
Dla ciągłego rozkładu ładunków sumowanie zmienia się na całkowanie po oddziaływaniach zachodzących między parami ładunków cząstkowych {\displaystyle \mathrm {d} q_{\mathrm {A} }} oraz {\displaystyle \mathrm {d} q_{\mathrm {B} }} na jakie można podzielić oddziałujące ciała. Przykładowo, siła, z jaką ciało {\displaystyle \mathrm {A} } działa na ciało {\displaystyle \mathrm {B} ,} można wyrazić wzorem:
{\displaystyle {\vec {F}}_{\mathrm {BA} }=k\iint \limits _{q_{\mathrm {A} }\,q_{\mathrm {B} }}{{\frac {\mathrm {d} q_{\mathrm {A} }\cdot \mathrm {d} q_{\mathrm {B} }}{r_{\mathrm {BA} }^{3}}}{\vec {r}}_{\mathrm {BA} }},}
gdzie {\displaystyle {\vec {r}}_{\mathrm {BA} }} – wektor łączący ładunki {\displaystyle \mathrm {d} q_{\mathrm {A} }} oraz {\displaystyle \mathrm {d} q_{\mathrm {B} }.}